# Peter Andreas Hansen
Peter Andreas Hansen, född 8 december 1795, död 28 mars 1874, var en dansk astronom verksam i Gotha, född i Tondern i Schleswig, nuvarande Tønder i Danmark.
Efter konfirmationen gick han i urmakarlära i Flensburg, hans fars yrke, där han visade anlag för matematik och mekanik. Ett år var han lärling i Berlin hos en fransk mästare, innan han 1819 återvände som urmakare till sin hemstad. Året därpå kom han emellertid till Köpenhamn och fick tjänst som lantmätare. 1822 fick han tjänst vid det nyinrättade observatoriet i Altona och 1825 blev han direktör för observatoriet på Seeberg vid Gotha, där han var verksam i nära femtio år, fram till sin död. 1828 gifte han sig och fick med tiden sju barn.
Han intresserade sig mycket för utveckling av bättre instrument och matematiska metoder. Främst intresserade han sig dock för himlakropparnas rörelse och deras dragningskraft på varandra. Han var ledamot av ett tjugotal lärda sällskap, bland annat utländsk ledamot av Kungliga Vetenskapsakademien (1865), och erhöll tre gånger Royal Astronomical Societys guldmedalj och flera ordnar.

## Eftermäle
Nedslagskratern Hansen på månen och asteroiden 4775 Hansen är uppkallade efter honom.

### Hänvisningar
- Hansen, Peter Andreas i Carl Frederik Bricka, Dansk Biografisk Leksikon (första utgåvan, 1893)
- Hansen, Peter Andreas, i Allgemeine deutsche Biographie, band 10, 1879